# A.S.D. Battipagliese
Associazione Sportiva Dilettantistica Battipagliese là một câu lạc bộ bóng đá Ý đến từ Battipaglia, Campania.

## Lịch sử

### Thành lập
Lịch sử của Battipagliese có thể được bắt nguồn từ khi thành lập Battipaglia. Câu lạc bộ bóng đá được thành lập vào năm 1929, cùng năm với thị trần và vì vậy hai đội đã cùng nhau phát triển. Nó được thành lập bởi chủ tịch Giuseppe Agnetti, giám đốc thể thao Fioravante Di Cunzolo và cựu cầu thủ bóng đá, và huấn luyện viên Salvatore De Crescenzo.
Trong mùa giải 1933, họ đã được đưa vào giải đấu liên khu vực của Seconda Divisione, đối mặt với các đội từ Campobasso và Potenza.

### Serie C1-C2
Trong lịch sử của nó, Battipagliese đã chơi nhiều năm ở Serie C1 và Serie C2. Câu lạc bộ đã thăng hạng vào Serie C1 trong các mùa 1989-90 và 1996-97. Trong năm 1997, Battipagliese đã gây sốc cho US Città di Palermo khi bất ngờ đánh bại họ trong một trận đấu trụ hạng Serie C1.

### Serie D
Đội đã xuống hạng từ Serie D trong mùa giải 2004-05 sau khi kết thúc thứ 18.
Đội một lần nữa được thăng hạng lên Serie D trong mùa giải 2009-10 và chơi ở giải đấu này trong mùa thứ 3 liên tiếp.